# Thuidium orthocarpum
Thuidium orthocarpum är en bladmossart som beskrevs av Bescherelle 1872. Thuidium orthocarpum ingår i släktet tujamossor, och familjen Thuidiaceae. Inga underarter finns listade i Catalogue of Life.